# I.B. Tauris
I.B. Tauris è una casa editrice britannica indipendente che ha le sue sedi a Londra e a New York. Fondata nel 1983 da Iradj Bagherzade, I.B. Tauris pubblica libri di storia, archeologia, politica e relazioni internazionali, con un'attenzione particolare rivolta al mondo arabo-islamico, e di religione. I.B. Tauris edita altresì opere sulle arti visive (fotografia, cinema e arte contemporanea).
I.B. Tauris è rivolta a un pubblico di specialisti (universitari e studiosi in genere) ma coinvolge un pubblico più ampio, grazie alla popolarità dei soggetti trattati e alla loro attualità.
Dal 2007, la casa editrice ha dato alle stampe circa 175 opere ogni anno. Il suo catalogo, a fine 2017, è ricco di circa 2000 titoli.
I.B. Tauris è distribuito in Nordamerica da Palgrave Macmillan.